# Power Assets Holdings
Power Assets Holdings Limited (chinois traditionnel : 電能實業有限公司 HKSE : 0006) est une entreprise de travaux publics spécialisée dans l'électricité et intégrée de manière verticale. Sa filiale Hongkong Electric Company fut la première entreprise à fournir de l’électricité à Hong Kong. Ce service fonctionne de manière continue depuis le XIXe siècle. Hong Kong Electric opère sous la forme d’un duopole avec CLP Group.

## Histoire
Avant le 11 février 2011, la holding était connue sous le nom de Hongkong Electric Holdings Limited (chinois traditionnel : 香港電燈集團有限公司).
En septembre 2015, Cheung Kong Infrastructure acquiert les 61 % de Power Assets Holdings qu'il ne détient pas, au travers d'échange d'actions d'un montant 11,6 milliards de dollars. Plus précisément, Cheung Kong Infrestructure échange les actions qu'il ne détient pas dans Power Assets Holdings par des actions nouvelles qu'il émettra pour Power Assets Holdings Dans le cadre de cette transaction, Cheung Kong offre un dividende exceptionnel à ses actionnaires d'un coût total de 2,5 milliards de dollars.

## Structure d’entreprise
Cheung Kong Holdings possède 49,7 % de Hutchison Whampoa, qui possède 84,58 % de Cheung Kong Infrastructure Holdings, qui possède 38,87 % de Power Assets Holdings.
Power Assets Holdings Limited possède trois filiales majeures
- La Hong Kong Electric Company – un des deux fournisseurs d’électricité du marché Hongkongais.
- Power Assets Investments Limited (précédemment connu sous le nom de Hong Kong Electric International Limited) – le bras international de l’entreprise constitué de :
  - Zhuhai Power 45 %
  - ETSA Utilities, Australie – acquis en 2000
  - Powercor Australia, - acquis en 2000
  - CitiPower, Australie - acquis en 2002 et codétenu par la maison mère de Hong Kong Electricity Company, Cheung Kong International
  - Ratchaburi Power Company, Thaïlande – part de 25 % dans Ratchaburi Power Company
  - Northern Gas Networks, Royaume-Uni - 41,29 % (part de 19,9 % acquise en 2005)
  - Wellington Electricity Distribution Network - 50 % acquis en 2007
- Associated Technical Services